# Théâtre des Folies-Dramatiques
Le théâtre des Folies-Dramatiques est une ancienne salle de spectacle parisienne édifiée boulevard du Temple en 1830 sur l'emplacement de l'ancien Ambigu détruit par un incendie en 1827. Son premier directeur est le dramaturge Léopold Chandezon.

## Historique
Alaux, peintre, émule de Ciceri, a dirigé le Panorama-Dramatique, il reconstruit, sur le terrain de l'Ambigu-Comique incendié, une petite salle qu'il appelle « Folies-Dramatiques ». L'ouverture a lieu le 22 janvier 1831. Léopold Chandezon est le directeur de la scène. Les débuts sont difficiles et sans  La Cocarde tricolore, épisode de la guerre d'Alger des Frères Cogniard, un vaudeville créé le 19 mars, le théâtre allait fermer ses portes.
Charles Mourier, passionné du théâtre, simple marchand de rubans, prend la succession de Chandezon. Mourier écrivait des pièces qui lui étaient régulièrement refusées. Ernest Blum dans ses Souvenirs d'un vaudevilliste, le dépeint comme « un directeur intelligent actif, laborieux, et qui avait fini par comprendre admirablement ce qui convenait à son public ». Avec Mourier, le théâtre reprend un nouvel essor. Son premier succès est Robert Macaire de Frédérick Lemaître, Mourier meurt le 15 octobre 1857.
En 1859, Charles Jean Harel, obtient, grâce à sa tante tragédienne, le privilège des Folies-Dramatiques du boulevard du Temple, à la mort de Mourier. Pour Harel, ce privilège est une fortune. Le journal Comœdia indique que de 1859 à 1862, ayant eu, lui aussi, de grands succès, car il fit jouer les Canotiers de la Scène et d'autres pièces centenaires, il se retira après la démolition de la salle du boulevard du Temple avec, 500 000 francs de bénéfice.
Harel fait reconstruire son théâtre ailleurs ; il bâtit une nouvelle salle rue de Bondy, sur le terrain des anciennes caves centrales où se trouvait la cour d'un ancien roulage. La bâtisse lui coûta un million et il n'avait que cinq cent mille francs. Désespéré, il fuit Paris et renonce à jamais à la direction, malgré les offres qui lui sont faites par des amis qui lui offrent de le commanditer pour reprendre ces mêmes Folies-Dramatiques qu'il a fait construire et qui sont souvent vacantes.
Devenu, sous l'impulsion de Frédérick Lemaître, un haut lieu du mélodrame, il emménage, en 1862, rue de Bondy et se spécialise bientôt dans l'opérette. Charles Lecocq y donne La Fille de madame Angot en 1873, Robert Planquette Les Cloches de Corneville en 1877, Jacques Offenbach La Fille du tambour-major en 1879 et André Messager La Béarnaise en 1887.
Après quelques mois d'exploitation par Dépy, la direction passe à Théodore Moreau-Sainti (d)  dit Moreau-Sainti fils, qui change complètement le genre du théâtre. Il essaye le drame larmoyant et ne rencontre que l'insuccès. Hervé lui apporte l'Œil crevé qui avait failli moisir dans les cartons des Variétés. Le succès de l'Œil crevé (1867) est suivi de ceux de Chilpéric (en) (1868) et du Petit Faust (1869). Les actionnaires débarquent Moreau-Sainti et nomment un des leurs, Louis Cantin, nom célèbre parmi les directeurs.
Pendant la guerre de 1870, Les Folies-Dramatiques reçoivent quatorze obus.
Les débuts de Cantin furent difficiles. Après maintes reprises, il donne Héloïse et Abélard (d) , de Clairville et Busnach, musique de Henry Litolff, interprétation : Paola Marié, Coraly Guffroy, Toudouze, Milher, Luce, etc. Enfin La Fille de madame Angot le 21 février 1873, point de départ d'une prospérité extraordinaire. Selon Comoedia, certain mois, les recettes des Folies-Dramatiques dépassèrent celles de tous les théâtres de Paris, l'Opéra compris. Cantin monte, La Belle Bourbonnaise, la Fiancée du Roi de Garbe (1874), Alice de Nevers (1875), Jeanne, Jeannette, Jeanneton (1876), la Foire Saint-Laurent, Les Cloches de Corneville (1877). Cantin reste directeur jusqu'en 1878 où il passe la main à son ami Victor Blandin (d) , ancien directeur du Grand Théâtre de Reims.
Victor Blandin monte Madame Favart (1878), La Fille du Tambour-Major (1879), le Beau Nicolas, la Mère des Compagnons (1880), les Poupées de l'Infante (1881), Boccace, Fanfan la Tulipe (1882). Blandin et Louis Gauthier, ancien directeur de province, montent la Princesse des Canaries, François les bas-bleus (1883) et Rip de Planquette (1884). Henri Micheau et Jules Brasseur prennent la direction, puis Micheau seul. Albert Vizentini, Peyrieux, Silvestre, Léon Nunès, durant lesquelles sont montées les pièces : La Fauvette du Temple, Surcouf, Coquin de Printemps, les Vingt-huit Jours de Clairette, Miss Robinson et des revues de Monréal et Blondeau.
Après un court essai (1899-1900) d'opéra populaire, M. Richemond installe le vaudeville dans la vieille maison de l'opérette et réussit à merveille. Le Billet de Logement, la Famille du Brosseur, une Nuit de Noces, Le Coup de Jarnac, font courir tout Paris rue de Bondy. En 1908, Debrenne fournit une saison assez intéressante, puis les Folies-Dramatiques sombrent. En  1913, on peut voir à l'affiche ces trois titres : Les Vices de Paris, Vierge Flétrie, Prostitution. Il devient un cinéma une première fois et rouvre comme théâtre en 1922.
En 1930, le théâtre est transformé en salle de cinéma.
Toute la pièce Frédérick ou le boulevard du crime d’Eric-Emmanuel Schmitt se passe dans le théâtre des Folies dramatiques, en scène, en coulisses, au foyer, dans les loges.

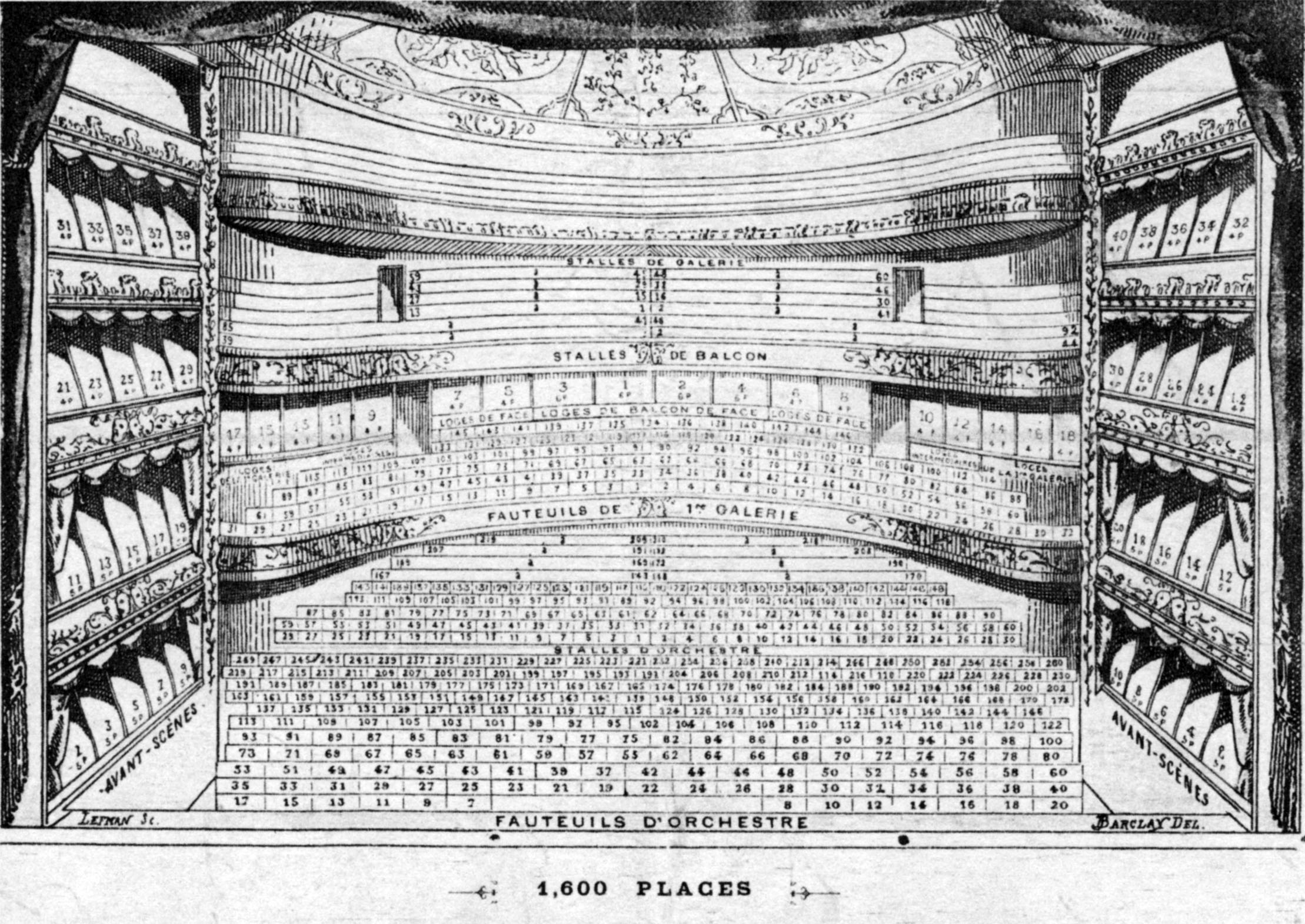
Plan de la salle (1875)
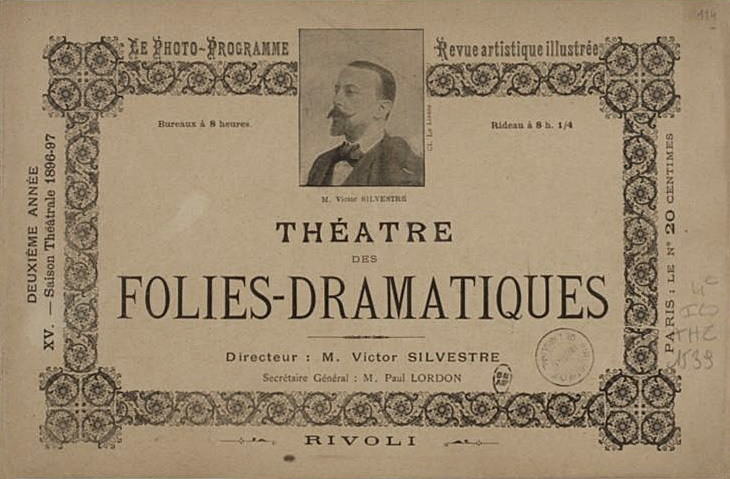
Photo-programme (1896)
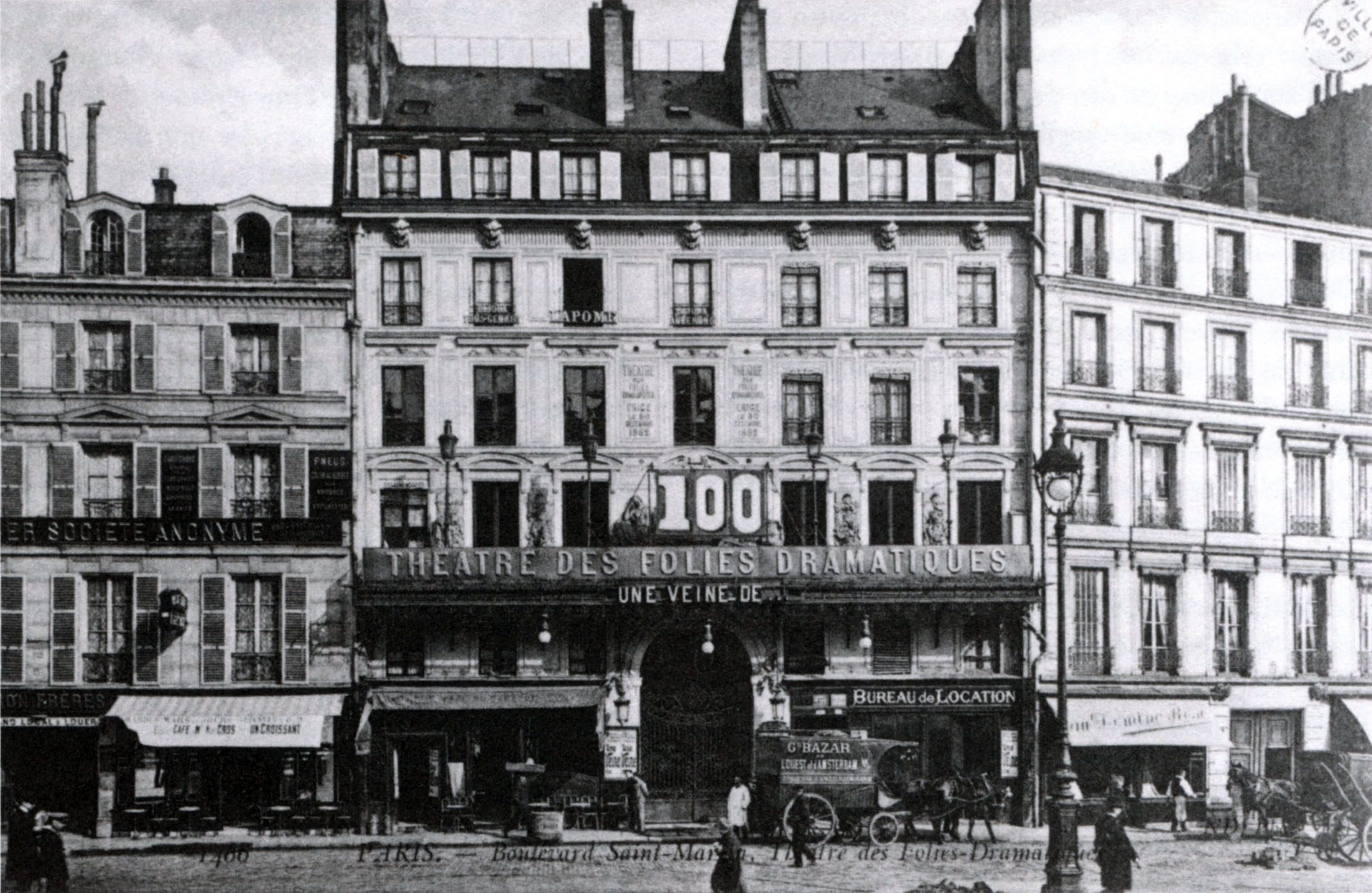
Vue depuis le boulevard Saint-Martin (1905) : la façade annonce Une Veine de... par Henri Kéroul et Albert Barré